# 中国重庆数字经济人才市场
中国重庆数字经济人才市场是中国首家数字经济人才市场，于2021年11月20日在2021重庆英才大会上正式揭牌成立。该市场经中国人社部批复设立，依托重庆市大学生就业创业公共服务中心平台打造。